# Recensement fédéral des entreprises
Le recensement fédéral des entreprises (RE) est une enquête de recensement suisse réalisée par l'Office fédéral de la statistique en collaboration avec les offices régionaux de statistique. 
Cette étude est réalisée auprès de l’ensemble des établissements et des entreprises des secteurs secondaire et tertiaire (sans le secteur primaire) afin de recueillir des données d’ordre économique, social et géographique sur la totalité des unités de production de l’économie. Il permet également de mettre à jour le rRegistre des entreprises et des établissements (REE) et sert de référence pour toute une série de statistiques.

## Bases légales
Ordonnance concernant l'exécution des relevés statistiques fédéraux du 30 juin 1993 (RS 431.012.1)

## Type d’enquête
Le RE est une enquête exhaustive dont les données sont relevées à l’aide de questionnaires imprimés, de questionnaires en ligne (eSurvey) ou par profiling (recensement séparé des grandes entreprises et des unités d’administration). La participation à l’enquête est obligatoire.

## Caractères relevés
Le RE est réalisé auprès de l'ensemble des établissements et des entreprises des secteurs secondaire et tertiaire.
Sont relevés la localisation (adresse), l’activité économique, le nombre d’emplois selon le taux d’occupation, le sexe et la nationalité au niveau de la commune (et par hectare pour les données géocodées).

## Réalisation
Le premier recensement a eu lieu en 1905. Il a lieu depuis 3 fois par décennie (soit les années se terminant par 1, 5 ou 8). Le jour de référence pour l'année civile en cours est le dernier jour ouvrable de septembre.